# Кеннет Кент Маккензі
Кеннет Кент Маккензі (англ. Kenneth Kent Mackenzie, 1877—1934) — американський ботанік-аматор та адвокат.

## Біографія
Кеннет Кент Маккензі народився у 1877 році.
Маккензі займався вивченням роду Carex у Північній Америці. Він зробив значний внесок у ботаніку, описавши багато видів рослин.
Кеннет Кент Маккензі помер у 1934 році.

## Наукова діяльність
Кеннет Кент Маккензі спеціалізувався на папоротеподібних та на насіннєвих рослинах.

## Окремі публікації
- 1899. Spring flora of Kansas City & vicinity: A systematic key for use in the high schools of Kansas City. Ed. Frank H. Horn & Co. 23 pp.
- 1907. Notes on Carex-III. En Bull. Torrey Bot. Soc. 34: 3: 151—155.
- 1907. Notes on Carex-II. En Bull. Torrey Bot. Soc. 34: 3: 151—155.
- 1915. Two new sedges from the southwestern United States. Ed. Smithsonian miscellaneous collections. 1 p.
- Manual of the Flora of Jackson County, Missouri. 1902. 242 pp.
- (Poales) Cyperaceae. Cypereae (North American flora). 1931. Ed. The New York Bot. Garden. 478 pp.
- Mackenzie, KK; ilustró HC Creutzburg. 1940. North American Cariceae. Ed. The New York Bot. Garden. 2 v. 539 pp.
- Keys to the North American species of Carex. 1945. Ed. The New York Bot. Garden. 80 pp.
- Keys to the North American species of Carex. En: North American Flora, vol. 18, partes 1—7 . Ed. The New York Bot. Garden. 80 pp.